# 寅次郎的故事32 吹口哨的寅次郎
《寅次郎的故事32 吹口哨的寅次郎》（日語：男はつらいよ 口笛を吹く寅次郎）是一部1983年上映的日本喜剧电影，亦是《寅次郎的故事系列》的第三十二部剧场版作品。由山田洋次导演，渥美清、倍赏千惠子、前田吟、下条正巳、三崎千惠子及竹下景子等等主演。于1983年12月28日上映。

## 剧情简介
寅次郎在阿博的故乡逗留期间为阿博的父亲扫墓，住在莲台寺师父那里。师父的女儿朋子离婚后住在寺里照顾父亲，寅次郎来到后，不仅给她带来了欢乐，他还替师父去做法事，获得了不错的评价。师父的儿子伊道迷恋摄影，放弃了学业去东京奋斗。恋人广美舍不得他离开，寅次郎用自己的例子使她明白，这是男孩子成熟的标志，是他对生活方式选择的自觉。
师父希望寅次郎做自己的女婿，还可以继承他的一切，料理寺院事务。他与女儿的一番话被寅次郎无意中听到了。
为阿博父亲的法事活动由寅次郎主持，这使远道而来的樱花夫妇大为惊奇。随后，寅次郎又试图皈依佛门、做师父的养老女婿，又令银屋人吃惊不小。最终，一贯无所约束的他放弃了自己的想法，继续云游四方。

## 主要演员
- 车寅次郎：渥美清
- 诹访樱：倍赏千惠子
- 车龙造：下条正巳
- 车つね：三崎千惠子
- 诹访博（阿博）：前田吟
- たこ社长：太宰久雄
- 源公：佐藤蛾次郎
- 御前样：笠智众
- 石桥一道：中井贵一
- 博美：杉田薰
- 石桥泰道：松村达雄
- 亲方熊：伦纳德·熊
- 荞麦屋的店员：石倉三郎
- 大坂屋：长门勇
- 石桥朋子：竹下景子
- 满男：吉冈秀隆
- 毅（阿博的大哥）：梅野泰靖
- 信子（阿博的妹妹）：八木昌子
- 修（阿博的二哥）：穗积隆信
- 衿子（毅的长女）：滩阳子（森口瑶子）
- 司机：关敬六
- 亲方熊的妻：あき竹城
- 柴又站工作人员：人见明
- 追悼会的客人：谷よしの

## 奖项
该电影荣获第2届金十字奖的2个奖项，包括优秀银奖和赚钱导演奖。
- 第2届金十字奖优秀银奖、赚钱导演奖

### 英文
- . 英国电影协会.   [2014-04-11]. （原始内容存档于2014-03-18） （英语）.
- . Complete Index to World Film.   [2014-04-11]. （原始内容存档于2014-04-13） （英语）.
- 互联网电影数据库（IMDb）上《Otoko wa tsurai yo: Kuchibue wo fuku Torajirô (1983)》的资料（英文）
- Galbraith IV, Stuart. . DVD Talk. 2006-07-06  [2014-04-11]. （原始内容存档于2014-04-13） （英语）.

### 德文
- . www.molodezhnaja.ch.   [2014-04-11]. （原始内容存档于2013-05-20） （德语）.

### 日文
- . www.allcinema.net.   [2014-04-11]. （原始内容存档于2013-12-07） （日语）.
- . 日本电影院数据库（日本文化厅）.   [2014-04-11]. （原始内容存档于2014-04-13） （日语）. 外部链接存在于|publisher= (帮助)
- . 日本电影数据库.   [2014-04-11]. （原始内容存档于2013-11-05） （日语）.
- . 电影旬报.   [2014-04-11]. （原始内容存档于2012-03-24） （日语）.

### 中文
- . 豆瓣电影.   [2014-04-11]. （原始内容存档于2014-04-13）.